# 夜想曲第18番 (ショパン)
夜想曲第18番 ホ長調 作品62-2 は、フレデリック・ショパンが1846年に作曲・出版したピアノのための夜想曲。作品62-1と共に、生前最後に出版された夜想曲である。R・ドゥ・ケンネリッツ嬢に献呈。
伝記作家のモーリッツ・カラソフスキは、この曲を「洗練された和声、甘美な旋律と夢に満ちている」と評した。

## 構成

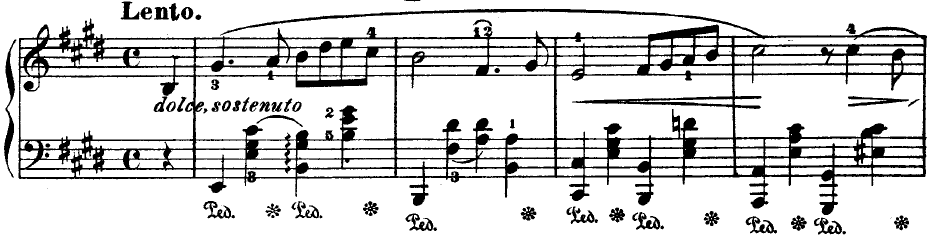
冒頭主題

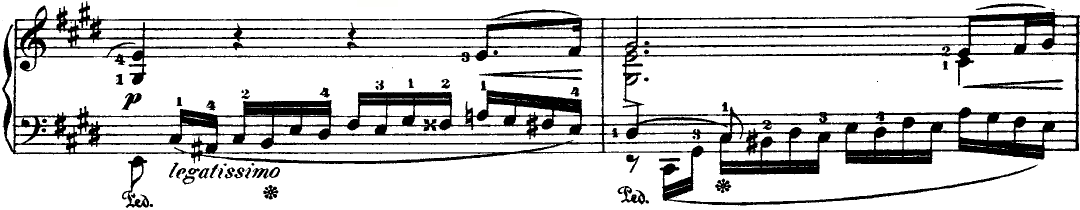
間奏部

ホ長調、Lento、4分の4拍子、三部形式の変形。
冒頭、アウフタクトによって簡素で美しい主題が始まる。この主題は自由な変奏が加えられながら、二回繰り返される。
その後主題が一度止むと、右手のメロディに絡むような左手の息の長い伴奏を伴った間奏に入る。

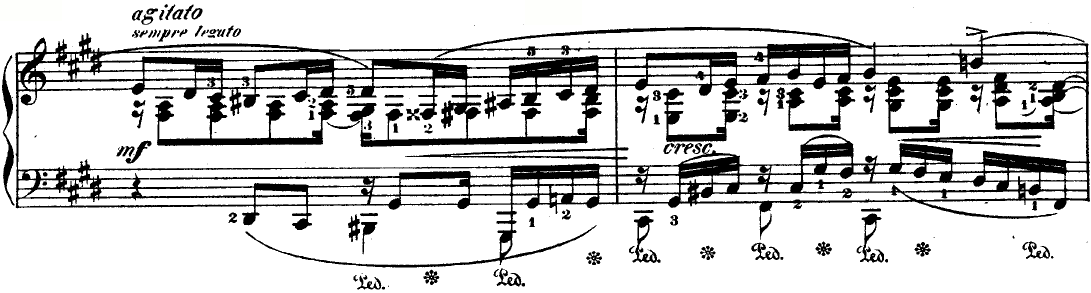
中間部

対してアジタートで始まる中間部では16分音符を主体とした激しく情熱的な楽句に移る。シンコペーションが揺り動く感じを出している。また、この部分ではショパンの晩年にみられる対位法的な技法が使われており、協和と不協和の関係が際立っている。
再現部では、極めて短縮された主題が現れた後、間奏が再現され、コーダが続く。ここでも左手だけを動かすなど、創意が認められる。